# Linda Bergen
Linda Bergen, geborene Probst (* 4. Oktober 1948) ist eine deutsche Schlagersängerin.

## Leben
Sie ist die ältere Schwester der Sängerin Ingrid Peters. Sie hatte von der Mitte bis zum Ende der 1970er Jahre einige Radiohits; ein größerer kommerzieller Durchbruch ihrer Singleveröffentlichungen gelang ihr jedoch nicht. Ihre Schlager waren von Countryeinflüssen geprägt und zum Teil von Kurt Feltz produziert.

## Diskografie
- 1976 – Das Tagebuch der Eva Leitner / Mama (Mother); Coverversion von John Lennon (BASF)
- 1977 – In Virginia fällt der Regen / Romano (Polydor)
- 1978 – Warum gehst du zu ihr / Country-Lady (Polydor)
- 1979 – Ich bin nicht so wie Alice / Seit heute Nacht (Polydor)